# إيليا ميتشنيكوف
إيليا إيلييتش ميتشنيكوف (بالروسية: Илья́ Ильи́ч Ме́чников) عالم أحياء روسي مختص في علم التشريح وعلم الأحياء الدقيقة، ولد في 15 مايو 1845 في خاركوف أوكرانيا، وتوفي في 16 يوليو 1916م في باريس عن عمر ناهز 71 سنة. حصل على جائزة نوبل في الطب سنة 1908م مناصفة مع العالم الألماني بول إرليخ.

## دراسته العلمية

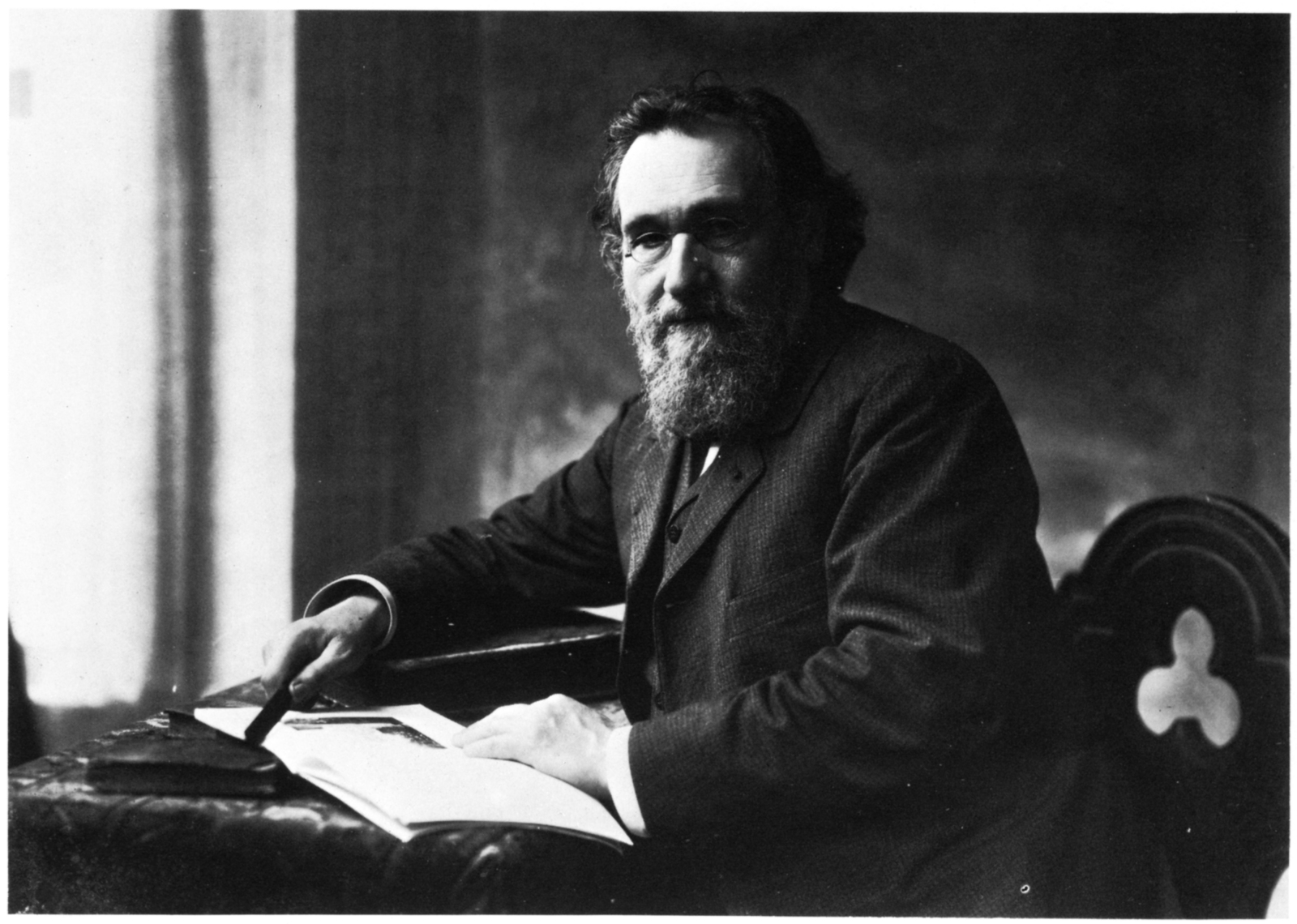
إيليا ميتشنيكوف

درس ميتشنيكوف في جامعة خاركوف متخصصاً في علم الأحياء (البيولوجيا)، وعندما بلغ عمره 19 سنة (1864) ذهب إلى جيسن بألمانيا ليعمل مع الأستاذ كارل رودلف ليوكارت، ولكنه اختلف معه وعاد ليعمل مع مواطنه ألكسندر كوفاليفسكي، حيث تخصص في علم الأجنة في الحيوان وكتب رسالته العلمية في هذا التخصص ليقدمها إلى جامعة خاركوف ويحصل بها على دبلوم التخرج في البيولوجيا عام 1864، ثم واصل دراسته ليحصل على الماجستير في العلوم من جامعة سانت بطرسبورغ في روسيا عام 1867م ثم الدكتوراه من نفس الجامعة في العام التالي (1868).

## مناصبه العلمية وأعماله البحثية
عمل ميتشنيكوف أستاذا لعلم الحيوان بجامعة أوديسا بين عامي 1867م و1869م ثم بجامعة سانت بطرسبورغ بين عامي 1869 و1870) ثم بجامعة نوفوروسيا بين عامي 1870 و1872). وفي عام 1872 ذهب إلى كلية علم الحيوان بجامعة أوديسا ليعمل أستاذاً ومشرفاً على القسم، وهناك اهتم ميتشنيكوف بالفسيولوجيا المقارنة لعملية الهضم. وفي عام 1882 توجه ميتشنيكوف إلى ميسيا حيث عمل هناك باحثاً لمدة 4 سنوات قام فيها بتطوير بحوثه حول عملية الهضم في الحيوانات الدقيقة كالفطريات والبكتريات، وانتقل من تخصص علم الحيوان إلى تخصص علم الأمراض (الباثولوجيا) وقام ببحوث في نظرية المناعة التي كان رودلف فيرشو قد قام بوضعها.
طوّر ميتشنيكوف نظرية فيرشو لتصبح النظرية الخلوية (المؤسسة على البناء الخلوي) للمناعة، والتي تنص على أن بعض خلايا الجسم المسماة بالبلاعم (Phagocytes) تكون عندها القابلية للإمساك بالبكتريا (الجراثيم) التي تغزو الجسم وتقضي عليها تماماً (تدمرها)، وكان ذلك عام 1883.
كما أن أعماله الأولى كانت ذات أهمية خاصة في علم التشريح المقارن وخاصة في مجال الربط بين الحيوانات اللافقارية والفقارية.

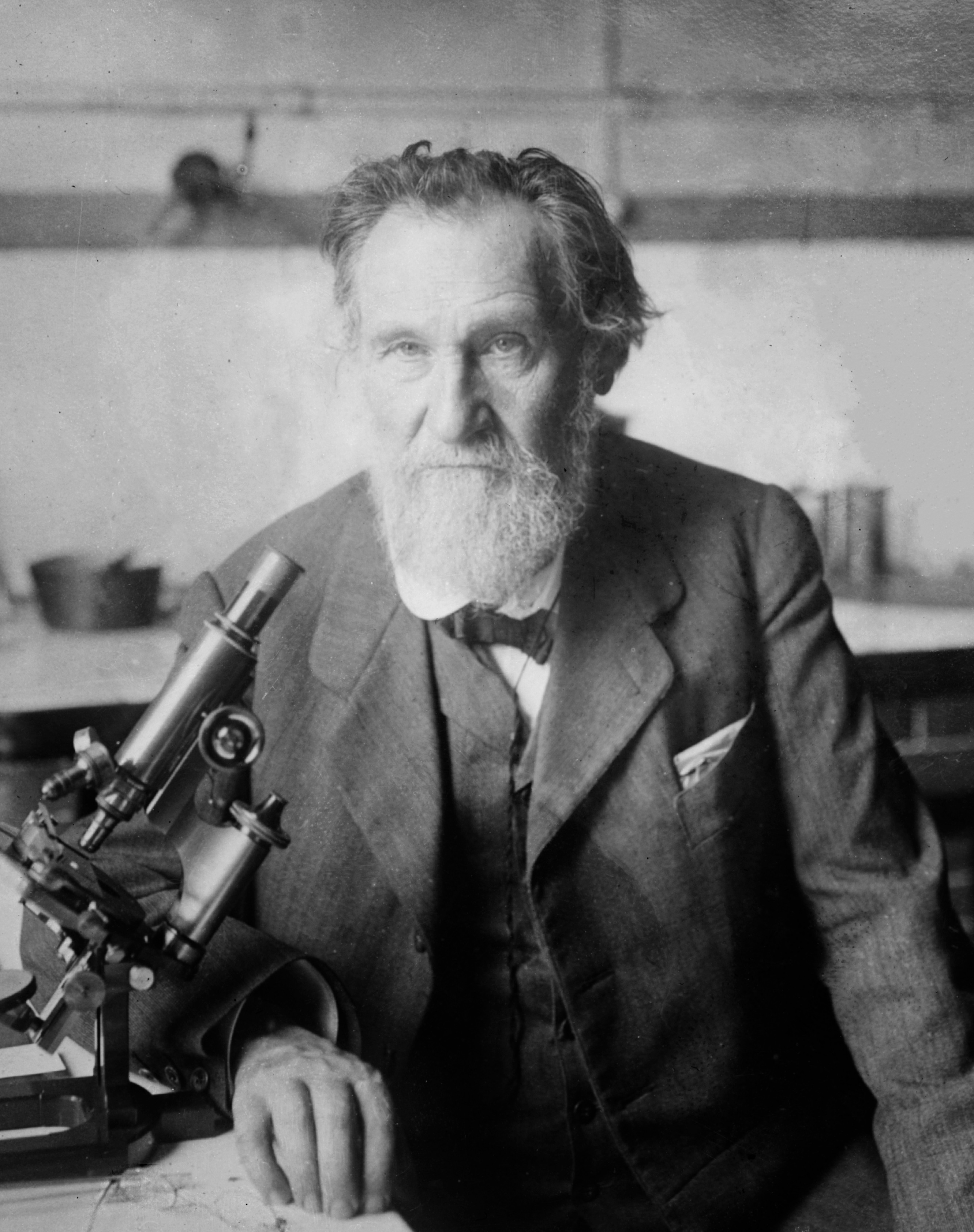
ميتشنيكوف ، حوالي 1910-1915

وفي عام 1886 عمل ميتشنيكوف مديرا للمعهد البكتريولوجي في أوديسا. وفي عام 1888 انتقل إلى باريس ليعمل باحثاً بمعهد باستير ثم مديراً للمعهد وقد ظل هناك لمدة 28 سنة أي حتى وفاته عام 1916.

## الجوائز والتكريمات
- ميدالية كووبلي من الجمعية الملكية البريطانية عام 1906.
- جائزة نوبل في الطب عام 1908 (بالاشتراك مع إرليخ) لأعماله في المناعة، وخاصة وضعه للنظرية الخلوية للمناعة

## مؤلفاته المنشورة
قام ميتشنيكوف بنشر عدد من الأبحاث في حوليات معهد باستير ابتداءً من عام 1891، وله كتاب هام بعنوان (المناعة في الأمراض المعدية) نشرته دار نشر جامعة كامبردج 1907، وله أيضاً كتاب نشر في لندن بعد وفاته عام 1938 عنوانه: طبيعة الإنسان، دراسة في فلسفة التفاؤل.

## سيرة حياته بقلم زوجته
في عام 1921 نشرت زوجته أولغا ميتشنيكوف كتاباً عن سيرة حياته تحت عنوان «حياة إيليا ميتشنيكوف».

## روابط خارجية
- إيليا ميتشنيكوف على موقع الموسوعة البريطانية (الإنجليزية)
- إيليا ميتشنيكوف على موقع إن إن دي بي (الإنجليزية)